# سامسائونگو

سامسائونگو شهری در شهرستان دولوگو در استان بازگا در بورکینافاسوی مرکزی است و جمعیت آن ۶۵۹ نفر است.